# کارفرما (فیلم)
کارفرما فیلمی جایزه برده در گونه تریلر روانشناسانه به نویسندگی و کارگردانی فرانک مرل است. این فیلم بازیگری همچون مالکوم مک‌داول را در نقش اصلی خود دارد که از داوطلبان خواهان شغل در شرکتی مرموز و قدرتمند مصاحبه می‌کند. کارفرما در ۲ ژوئن ۲۰۱۳ به صورت دی وی دی عرضه شد.

## خلاصه
پنج نفر که داوطلب واجد شرایط یک شغل در شرکتی مرموز و قدرتمند هستند، ناگهان به هوش آمده و می‌بینند که با هم در اتاقی که درش قفل است گیر افتاده‌اند و هیچ راه فراری ندارند. آن‌ها تماسی از مصاحبه گر خود (مک داول) دریافت می‌کنند که فقط با نام «کارفرما» شناخته می‌شود و به آن‌ها اطلاع می‌دهد که این آخرین گام از مصاحبه آنهاست و چیزی که اتفاق میفتد آن چیزی که انتظار داشتند نخواهد بود.

## انتشار
در اکتبر ۲۰۱۲ نسخه ای تقریباً کامل از فیلم به عنوان فیلم رسمی افتتاحیه مراسم شریکفست در لس آنجلس نمایش داده شد.
در دسامبر ۲۰۱۲ فیلم جایزه بهترین فیلم گونه هیجانی را از جشنواره بین‌المللی فیلم ایلینوی دریافت کرد. در مارس ۲۰۱۳ هم فیلم از جشنواره فیلم ژنو جایزه ویژه هیئت داوران را دریافت کرد.
دیگر حضورهای فیلم در جشنواره‌ها عبارتست از LA Indie Film Festival و the Big Bear Horro-Fi Film Festival به عنوان نمایش ویژه.
کارفرما ۷ ژوئن ۲۰۱۳ در آمریکا توسط ویژن فیلمز توزیع شد که یک توزیع‌کننده بین‌المللی معتبر برای فیلم‌های مستقل است. نسخه دی وی دی این فیلم هم در ۲ ژوئیه ۲۰۱۳ عرضه شد.

## بازخورد فیلم
اکران‌های ابتدایی جشنواره ای برای این فیلم نقدهای مثبتی را به همراه داشت. هانتر جانسون منتقدLAHorror.com «عملکردهای هولناک» بازیگران فیلم را تحسین کرد مخصوصاً مالکوم مک‌داول که از نظر او در فیلمی که «مدرن، خشن و پر از پیچیدگیهای نامطبوع است حتی از همیشه جذاب تر ظاهر شده‌است». لیو بریدی منتقد AMovieGuy.com فیلم را دارای «مفهومی فریبنده و پر از هیجان» خواند و عنوان کرد «مک داول بازیگر کاملی برای این فیلم است. او رمز ر و رازی در پس چشمان خود دارد و نمایش قدرتمندی خود در فیلم را با آرامش و خونسردی ادا می‌کند.» شان بریکلی منتقد Horror News Network به فیلم پنج ستاره کامل داد و نقش اصلی مک داول را «جامعه گریزترین مدیر روابط انسانی که دنیای شرکت داری به خود دیده‌است» توصیف کرد. کریستوفر ام. خیمنز از Sinful Celluloid به شدت این فیلم را توصیه می‌کند و می‌گوید: «فرانک مرل فیلم کوچک شاهکاری ساخته که بعضاً بازیهایی عالی، اجرای عالی و داستان پشتی (که به‌صورت فلش بک نمایش داده می‌شود) خوبی دارد». سوفی محمد منتقد IndieJudge.com به فیلم پنج ستاره داد و ضمن انجام مقایسه ای بین درون مابیه فیلم و آزمایش میلگرم اظهار کرد: «این فیلم به واقع یکی از زیباترین فیلمهای مستقلی بود که دیده‌ام».
در ۲۵ می ۲۰۱۳، فیلم کارفرما هشت عنوان افتخار از مراسم جوایز فیلم لس آنجلس دریافت کرد از جمله: بهترین فیلم روایی، بهترین کارگردانی، بهترین بازیگر(مالکوم مک‌داول)، بهترین بازیگر نقش مکمل (مایکل دِلُرنزو)، بهترین بازیگر نقش مکمل زن (پیج هاوارد)، بهترین موسیقی متن اوریجینال، بهترین جلوه‌های ویژه و فیلم برتر به انتخاب تماشاگران.